# Debbie Rosenberg
Debbie Rosenberg Zuckerberg (ur.  1969) – amerykańska brydżystka, World Grand Master (WBF).

## Wyniki brydżowe

### Zawody światowe
W światowych zawodach zdobyła następujące lokaty:
| Mistrzostwa Świata. Konkurencja teamów | Mistrzostwa Świata. Konkurencja teamów | Mistrzostwa Świata. Konkurencja teamów | Mistrzostwa Świata. Konkurencja teamów | Mistrzostwa Świata. Konkurencja teamów | Mistrzostwa Świata. Konkurencja teamów |
| Rok                                    | Miejsce                                | Zawody                                 | Kategoria                              | Drużyna                                | Pozycja                                |
| -------------------------------------- | -------------------------------------- | -------------------------------------- | -------------------------------------- | -------------------------------------- | -------------------------------------- |
| 2011                                   | Veldhoven                              | 40. Mistrzostwa Świata Teamów          | Trans                                  | Joel                                   | 79                                     |
| 2011                                   | Veldhoven                              | 40. Mistrzostwa Świata Teamów          | Kobiety                                | USA 2                                  | 5                                      |
| 2010                                   | Filadelfia                             | 13. Seria Mistrzostw Świata            | Kobiety                                | Joel                                   | 5                                      |
| 2009                                   | São Paulo                              | 39. Mistrzostwa Świata Teamów          | Trans                                  | Joel                                   | 43                                     |
| 2007                                   | Szanghaj                               | 38. Mistrzostwa Świata Teamów          | Kobiety                                | USA 1                                  | 1                                      |
| 2006                                   | Werona                                 | 12. Mistrzostwa Świata                 | Kobiety                                | Narasimhan                             | 2                                      |
| 2005                                   | Estoril                                | 37. Mistrzostwa Świata Teamów          | Kobiety                                | USA 1                                  | 4                                      |
| 2002                                   | Montreal                               | 11. Mistrzostwa Świata                 | Kobiety                                | Baker                                  | 5                                      |

| Mistrzostwa Świata. Konkurencja par | Mistrzostwa Świata. Konkurencja par | Mistrzostwa Świata. Konkurencja par | Mistrzostwa Świata. Konkurencja par | Mistrzostwa Świata. Konkurencja par | Mistrzostwa Świata. Konkurencja par |
| Rok                                 | Miejsce                             | Zawody                              | Kategoria                           | Partner                             | Pozycja                             |
| ----------------------------------- | ----------------------------------- | ----------------------------------- | ----------------------------------- | ----------------------------------- | ----------------------------------- |
| 2010                                | Filadelfia                          | 13. Mistrzostwa Świata              | Miksty                              | Andrew Rosenthal                    | 83                                  |
| 2006                                | Werona                              | 12. Mistrzostwa Świata              | Open IMP                            | Joanna Stansby                      | 22                                  |
| 2006                                | Werona                              | 12. Mistrzostwa Świata              | Miksty                              | Bruce Rogoff                        | 19                                  |
| 2002                                | Montreal                            | 11. Mistrzostwa Świata              | Kobiety                             | Karen McCallum                      | 1                                   |

### Zawody europejskie
W europejskich zawodach zdobyła następujące lokaty:
| Zawody europejskie. Konkurencja teamów | Zawody europejskie. Konkurencja teamów | Zawody europejskie. Konkurencja teamów | Zawody europejskie. Konkurencja teamów | Zawody europejskie. Konkurencja teamów | Zawody europejskie. Konkurencja teamów |
| Rok                                    | Miejsce                                | Zawody                                 | Kategoria                              | Drużyna                                | Pozycja                                |
| -------------------------------------- | -------------------------------------- | -------------------------------------- | -------------------------------------- | -------------------------------------- | -------------------------------------- |
| 2009                                   | San Remo                               | 4. Otwarte Mistrzostwa Europy          | Kobiety                                | Joel                                   | 3                                      |
| 2005                                   | Teneryfa                               | 2. Otwarte Mistrzostwa Europy          | Miksty                                 | Welland                                | 17                                     |
| 2003                                   | Mentona                                | 1. Otwarte Mistrzostwa Europy          | Miksty                                 | Welland                                | 1                                      |

| Zawody europejskie. Konkurencja par | Zawody europejskie. Konkurencja par | Zawody europejskie. Konkurencja par | Zawody europejskie. Konkurencja par | Zawody europejskie. Konkurencja par | Zawody europejskie. Konkurencja par |
| Rok                                 | Miejsce                             | Zawody                              | Kategoria                           | Partner                             | Pozycja                             |
| ----------------------------------- | ----------------------------------- | ----------------------------------- | ----------------------------------- | ----------------------------------- | ----------------------------------- |
| 2005                                | Teneryfa                            | 2. Otwarte Mistrzostwa Europy       | Open                                | Michael Rosenberg                   | 43                                  |
| 2005                                | Teneryfa                            | 2. Otwarte Mistrzostwa Europy       | Mikst                               | Michael Rosenberg                   | 3                                   |

## Klasyfikacja
- Debbie Rosenberg – klasyfikacja WBF (ang.)